# Голая масса
В квантовой теории поля, точнее в теории перенормировок, голая масса элементарной частицы — предел её массы, когда шкала расстояний стремится к нулю, или что то же самое, когда энергия столкновения частиц стремится к бесконечности. В теории электрослабого взаимодействия, использующей бозон Хиггса, все частицы имеют голую массу, равную нулю.
Это позволяет нам записать {\displaystyle m=m_{0}+\delta _{m}}, где {\displaystyle m} обозначает экспериментально наблюдаемую массу частицы; {\displaystyle m_{0}} её голая масса, а {\displaystyle \delta _{m}} увеличение массы из-за взаимодействия частицы со средой или полем.